# 269년

## 연호
- 서진(西晉) 태시(泰始) 5년
- 오(吳) 보정(寶鼎) 4년 / 건형(建衡) 원년

## 기년
- 서진(西晉) 무제(武帝) 5년
- 오(吳) 말제(末帝) 6년
- 신라(新羅) 미추 이사금(味鄒泥師今) 8년
- 고구려(高句麗) 중천왕(中川王) 22년
- 백제(百濟) 고이왕(古爾王) 36년